# 齿唇铃子香
齿唇铃子香（学名：Chelonopsis odontochila）为唇形科铃子香属下的一个种。

## 扩展阅读
- 維基物種上的相關：齿唇铃子香